# Damen Shipyards Group
Die Damen Shipyards Group ist ein niederländisches Schiffbauunternehmen mit weltweiten Standorten. 

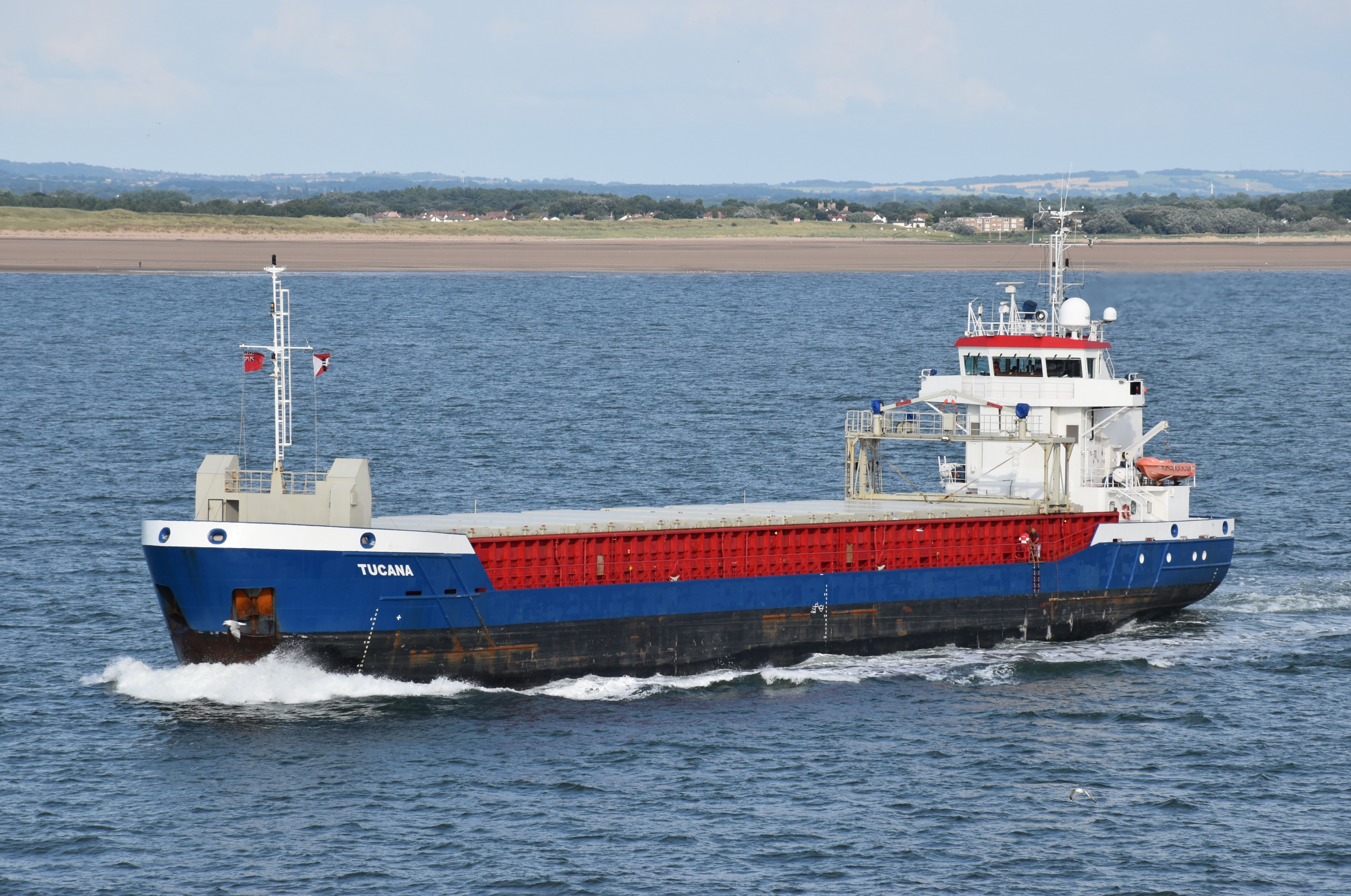
Die Tucana, Baunummer 9372, Damen Combi Freighter 3850

## Geschichte
Die Werft Damen wurde 1927 in Hardinxveld-Giessendam von Jan und Marius Damen gegründet. Seitdem hat sich die Werft als größtes Schiffsbauunternehmen in den Niederlanden etabliert.
1967 wurde die Werftleitung von Kommer Damen, dem Sohn von Jan Damen übernommen. Er führte das Modularitätsprinzip in der Werft ein, bei dem die äußere Hülle der Schiffe standardisiert gefertigt wurde, wobei dann der Innenausbau jeweils den Kundenbedürfnissen angepasst wurde.
Gleichzeitig expandierte die Werft und ist heute an zwanzig Standorten in den Niederlanden tätig, wobei der Hauptstandort in Gorinchem ist. Darüber hinaus besitzt das Unternehmen Tochterunternehmen in Belgien, Brasilien, der Volksrepublik China, Frankreich, Indonesien, Katar, Kuba, Polen, Rumänien, Schweden, Singapur, Südafrika, der Türkei, der Ukraine, den Vereinigten Arabischen Emiraten, dem Vereinigten Königreich und Vietnam.
Im April 2025 wurde bekannt, dass die Behörde Openbaar Ministerie (eine Anklagebehörde, vergleichbar mit der Staatsanwaltschaft in Deutschland) wegen des Verdachts auf Korruption und des Verstoßes gegen Russlandsanktionen gegen Damen Shipyards vorgeht.

## Schiffe

### Kriegsschiffe
- Korvette (Sigma-Klasse)
- Fregatten (De-Zeven-Provinciën-Klasse, Kortenaer-Klasse, Karel-Doorman-Klasse, Niedersachsen-Klasse)
- Hochsee-Patrouillenboote (Holland-Klasse)
- Landungs- und Logistikschiffe (Rotterdam-Klasse)
- Minenjagdschiffe (Alkmaar-Klasse)

### Frachtschiffe
- Containerschiffe (Damen Container Feeder, z. B. Damen Container Feeder 800)
- Öltanker (Damen Tanker oder das Binnentankschiff Ecoliner)
- Mehrzweckschiffe (Damen Combi Freighter, z. B. Damen Combi Freighter 3850, Damen Combi Freighter 4600 und Damen Combi Freighter 5000)

### Passagierschiffe
- Katamarane
- Megayachten

Daneben werden verschiedene Spezialschiffe gebaut.